# Wilhelm Korfmacher

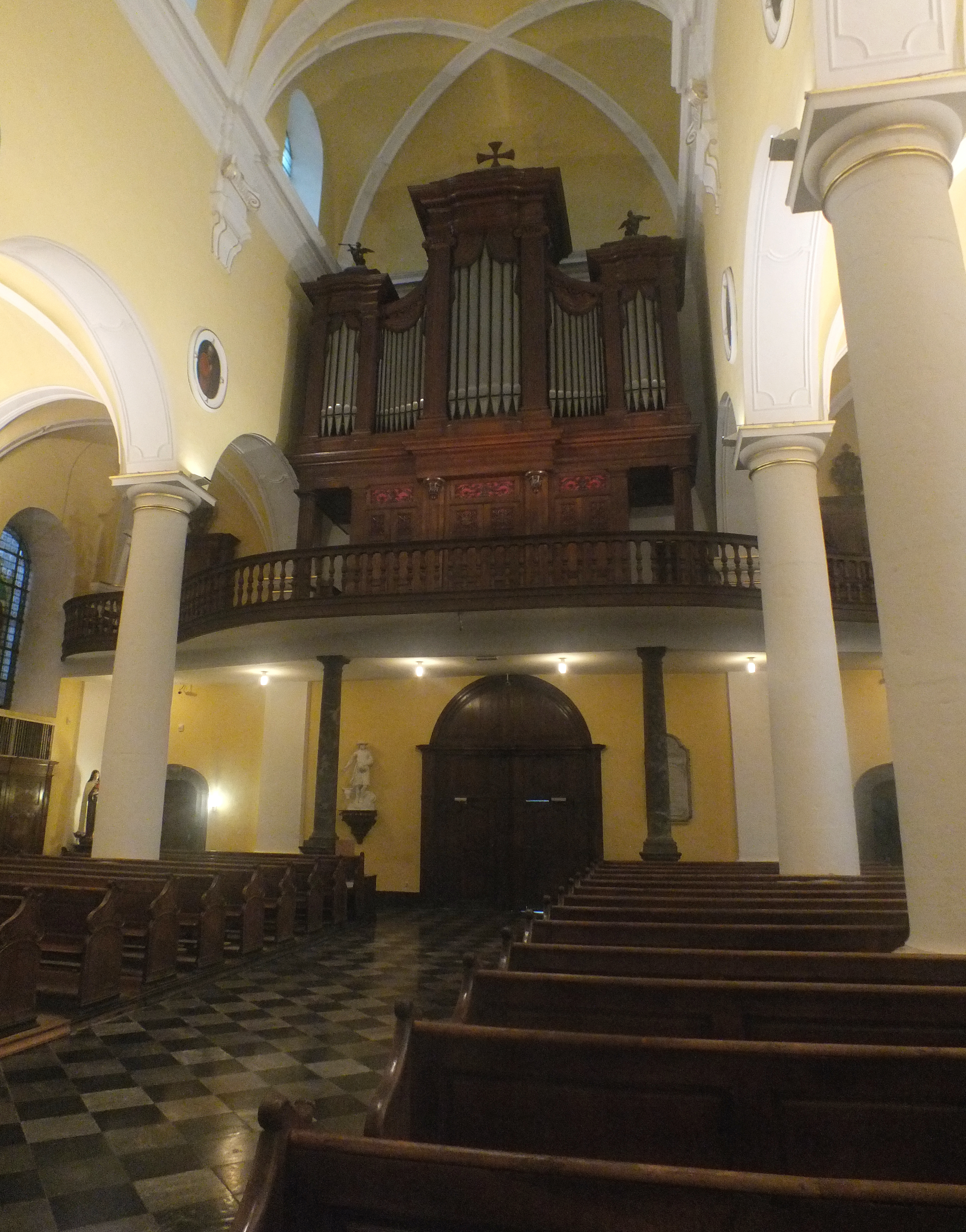
Orgue Korfmacher de l'église Saint-Sébastien de Stavelot

Wilhelm Korfmacher (né en 1787 à Linnich, mort en 1860) est un facteur d'orgue allemand.
Quelques instruments sortis de ses ateliers :
- 1841 : Église Saint-Sébastien de Stavelot[1], (instrument restauré en 1999 par la Manufacture d'orgues Thomas)
- 1844-1848 : Cathédrale Saint-Aubain de Namur
- 1847 : Cathédrale d'Aix-la-Chapelle
- 1851 : Buschhoven (Versöhnungskirche) restauré par Klais de Bonn en 2001
- 1855 : Ederen
- 1858 : Breinig

## Enregistrements
- Schumann & Brahms Organ Works par Megumi Tokuoka à l'orgue Korfmacher de Stavelot. CD 4Fuss 01, 2011[2].